# Villingen (Schwarzwald)
Villingen (Schwarzwald) (niem: Bahnhof Villingen (Schwarzwald)) – stacja kolejowa w Villingen-Schwenningen, w kraju związkowym Badenia-Wirtembergia, w Niemczech. Według DB Station&Service ma kategorię 4. Znajduje się na linii Offenburg – Singen oraz ma tutaj swój koniec linia Rottweil – Villingen.

## Linie kolejowe
- Linia Offenburg – Singen - linia zelektryfikowana
- Linia Rottweil – Villingen - linia niezelektryfikowana

## Połączenia

### Dalekobieżne
| Linia | Trasa | Takt                               |
| ----- | --- | ---------------------------------- |
| IC 35 | Norddeich Mole – Emden Hbf – Münster (Westf) Hbf – Duisburg – Köln – Bonn – Koblenz – Mannheim – Karlsruhe – Offenburg – Villingen (Schwarzw) – Singen (Hohentwiel) – Konstanz | pojedyncza para pociągów w weekend |

### Regionalne
| Linia | Trasa | Takt                                                             |
| ----- | --- | ---------------------------------------------------------------- |
| RE    | Karlsruhe – Baden-Baden – Achern – Offenburg – Villingen (Schwarzw) – Donaueschingen – Singen (Hohentwiel) – Konstanz | godzinny                                                         |
| IRE   | (Triberg –) Villingen (Schwarzw) – Donaueschingen – Tuttlingen – Sigmaringen – Riedlingen – Schelklingen – Ulm Hbf    | jeden pociąg codziennie; Triberg-Villingen tylko w czasie szkoły |
| RE    | Neustadt (Schwarzw) – Donaueschingen – Villingen (Schwarzw) – Rottweil                                                | co 2 godziny                                                     |
| HZL   | Rottweil – Villingen (Schwarzw) – Donaueschingen – Bräunlingen                                                        | godzinny jako Ringzug                                            |